# سانتياغو برنابيو (محطة مترو أنفاق مدريد)

سانتياغو بيرنابيو (بالإسبانية: Santiago Bernabéu)‏ هي محطة مترو أنفاق في مدريد في إسبانيا، تقع على الخط رقم 10.